# Marciano (palatino)

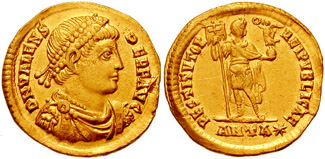
Soldo de Valente r.

Marciano (em latim: Marcianus) foi um oficial romano do século IV ativo durante o reinado do imperador Valente (r. 365–378).

## Vida
Marciano era pai de Crisanto. Era homem de nota e serviu como palatino antes de tornar-se bispo dos novacianos em Constantinopla. Antes de ser bispo, foi tutor das filhas do imperador Valente, Anastácia e Carosa, e usou sua influência para moderar a perseguição de Valente aos novacianos. Sócrates Escolástico data seu bispado entre a derrota de Procópio (r. 365–366) em 366 e a elevação de Graciano (r. 367–375) em 367. Foi sucedido como bispo por Sisínio.